# Jane Taylor (Dichterin)

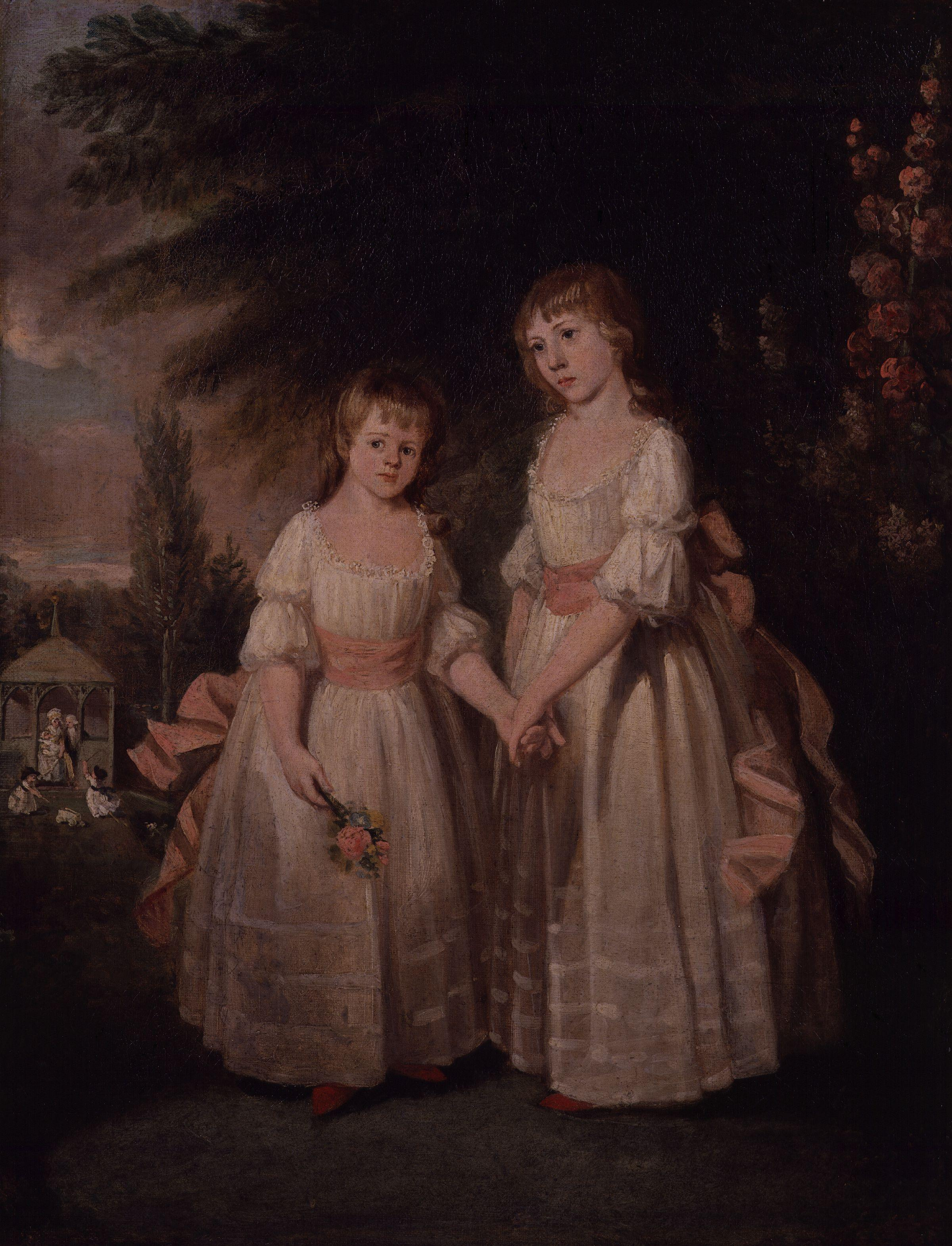
Jane Taylor (links) und ihre ältere Schwester Ann, Gemälde ihres Vaters Isaac Taylor, Öl auf Leinwand, unbekanntes Datum

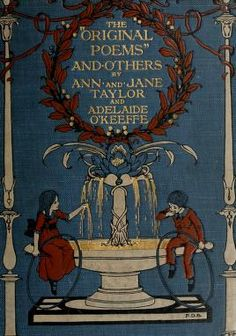
The «Original Poems» and Others, von Ann und Jane Taylor und Adelaide O’Keeffe, Ausgabe von 1905

Jane Taylor (* 23. September 1783 in Islington, London; † 13. April 1824 in Ongar, Essex) war eine britische Dichterin und Romanautorin, die vor allem für den Text des Wiegenlieds Twinkle, Twinkle, Little Star bekannt ist. Die Schwestern Jane und Ann Taylor und ihre Urheberschaft an verschiedenen Werken wurden oft verwechselt, zum Teil, weil ihre frühen Werke gemeinsam veröffentlicht wurden. Ann Taylors Sohn, Josiah Gilbert, schrieb: „Zwei kleine Gedichte – «My Mother» und «Twinkle Twinkle Little Star» – werden vielleicht am häufigsten zitiert. Das erste, ein Lebensgedicht, stammt von Ann, das zweite, ein Naturgedicht, von Jane; und sie veranschaulichen diesen Unterschied zwischen den Schwestern.“ (englisch: „Two little poems – «My Mother» und «Twinkle Twinkle Little Star», are perhaps, more frequently quoted than any. The first, a lyric of life, was by Ann, the second, of nature, by Jane; and they illustrate this difference between the sisters.“)

## Leben
Jane Taylor wurde als Tochter des Graveurs, Schriftstellers und nonkonformistischen Pfarrers Isaac Taylor (1759–1829) und der Autorin von Erziehungsratgebern Ann Taylor (1757–1830) geboren. Die Familie lebte in Islington, London, später in Lavenham, Suffolk, in Colchester, und kurzzeitig in Ongar, wo Twinkle, Twinkle, Little Star entstanden ist. Neben der Schwester Ann, hatte sie drei Brüder, Isaac, Charles und Josiah.
Die Sammlung Original Poems for Infant Minds von mehreren jungen Menschen wurde vom Verlag Darton and Harvey in Auftrag gegeben und anonym, nur gekennzeichnet durch Initialen, veröffentlicht. Die wichtigsten Autoren waren Ann und Jane Taylor und Adelaide O’Keeffe, aber auch Bernard Barton und verschiedene andere Mitglieder der Familie Taylor trugen dazu bei. Wie Donelle Ruwe in ihrer Studie über die Entstehungs- und Rezeptionsgeschichte des Werks schreibt, wurde es 1804 als einbändiges Werk herausgegeben, und als es sich als erfolgreich erwies, wurde um weitere Gedichte für einen zusätzlichen Band geworben, der 1805 veröffentlicht wurde. Mit der Zeit wurde die Sammlung mit der Familie Taylor in Verbindung gebracht und die Beziehung zu O’Keeffe wurde deshalb belastet.
Ann und Jane Taylors Rhymes for the Nursery folgten 1806 und Hymns for Infant Minds im Jahr 1808. In Original Poems for Infant Minds wurden die Autorinnen für jedes Gedicht angegeben, was bei Rhymes for the Nursery nicht der Fall war. Zuschreibungen für die Gedichte konnten aber von Christina Duff Stewart aus einem mit Anmerkungen versehenen Exemplar, das dem Neffen der beiden, Kanonikus Isaac Taylor, gehörte, rekonstruiert werden. Das berühmteste Gedicht der Sammlung von 1806 ist The Star von Jane Taylor, heute allgemein bekannt als Twinkle, Twinkle, Little Star, das auf eine französische Melodie gesetzt wurde. Allerdings wird die Autorin fast nie genannt: „Its opening stanza persists as if it were folklore, the name of its creator almost entirely forgotten.“ Die bekannteste Parodie von Twinkle, Twinkle, Little Star ist ein Gedicht, das der verrückte Hutmacher in Lewis Carrolls Alice im Wunderland vorträgt.
Jane Taylor schrieb auch das beliebte moralische Gedicht The Violet, das so beginnt:
Down in a green and shady bed,

A modest violet grew;

Its stalk was bent, it hung its head

As if to hide from view.

And yet it was a lovely flower,

Its colour bright and fair;

It might have graced a rosy bower,

Instead of hiding there.
Taylors Roman Display (1814), der an Maria Edgeworth oder vielleicht sogar Jane Austen erinnert, erlebte bis 1832 mindestens 13 Auflagen. Ihre Essays in Rhyme erschienen 1816 und enthielten einige bedeutende Gedichte. In der fiktiven Correspondence between a Mother and Her Daughter at School (1817) arbeitete Taylor mit ihrer Mutter zusammen. The Family Mansion. A Tale erschien 1819, und Practical Hints to Young Females einige Zeit vor 1822.
Jane Taylor übernahm die Herausgeberschaft des religiösen Youth’s Magazine. Für die Zeitschrift schrieb sie zahlreiche kürzere Texte, darunter moralische Erzählungen und persönliche Essays, die in The Contributions of Q.Q. gesammelt wurden. Im Laufe ihres Lebens schrieb Taylor diverse Essays, Theaterstücke, Geschichten, Gedichte und Briefe, die nie veröffentlicht wurden. Umgekehrt wurde sie fälschlicherweise als Autorin von Werken wie The Authoress (1819), Prudence and Principle (1818) und Rachel: A Tale (1817) genannt.
Jane Taylor starb am 13. April 1824 im Alter von 40 Jahren an Brustkrebs, den Kopf „teeming with unfulfilled projects“. Sie wurde auf dem Kirchhof von Ongar beigesetzt. Nach ihrem Tod sammelte ihr Bruder Isaac viele ihrer Werke und veröffentlichte eine Biografie über sie in The Writings of Jane Taylor, In Five Volumes (1832).